# Tomosvaryella propinqua
Tomosvaryella propinqua är en tvåvinge som beskrevs 1913 av Theodor Becker. Arten ingår i släktet Tomosvaryella, och familjen ögonflugor. Typarten härstammar från Iran.Inga underarter finns listade.